# Dynatosoma nobile
Dynatosoma nobile är en tvåvingeart som beskrevs av Friedrich Hermann Loew 1873. Dynatosoma nobile ingår i släktet Dynatosoma och familjen svampmyggor. Arten är reproducerande i Sverige. Inga underarter finns listade i Catalogue of Life.